# Террелл (округ, Джорджия)
Те́ррелл (англ. Terrell County) — округ штата Джорджия, США. Население округа по переписи 2020 года составляло 9185 человек . Административный центр округа — город Досон.

## История
Округ Террелл основан в 1856 году.

## География
Округ занимает площадь 870.2 км2.

## Демография
Согласно Бюро переписи населения США, в округе Террелл в 2020 году проживало 9185 человек. Плотность населения составляла 12.6 человек на квадратный километр.